# Obsjtina Sliven
Obsjtina Sliven (bulgariska: Община Сливен) är en kommun i Bulgarien.   Den ligger i regionen Sliven, i den centrala delen av landet, 240 km öster om huvudstaden Sofia.
Obsjtina Sliven delas in i:
- Bikovo
- Blatets
- Bozjevtsi
- Bjala
- Gavrailovo
- Gergevets
- Glufisjevo
- Glusjnik
- Gorno Aleksandrovo
- Gradsko
- Dragodanovo
- Zjelju vojvoda
- Zlati vojvoda
- Kalojanovo
- Kamen
- Kermen
- Kovatjite
- Krusjare
- Malko Tjotjoveni
- Metjkarevo
- Mladovo
- Nikolaevo
- Novatjevo
- Panaretovtsi
- Samuilovo
- Seliminovo
- Skobelevo
- Sotirja
- Stara reka
- Staro selo
- Strupets
- Topoltjane
- Trapoklovo
- Tjintulovo
- Tjokoba

Följande samhällen finns i Obsjtina Sliven:
- Sliven
- Kermen

Runt Obsjtina Sliven är det i huvudsak tätbebyggt. Runt Obsjtina Sliven är det ganska tätbefolkat, med 96 invånare per kvadratkilometer.